# أوين شميت
أوين شميت (بالإنجليزية: Owen Schmitt)‏ هو لاعب كرة قدم أمريكية أمريكي، ولد في 13 فبراير 1985 في جيلمان تايلور مقاطعة في الولايات المتحدة.

## وصلات خارجية
- أوين شميت على موقع إي إس بي إن.كوم (أن.أف.أل)3
- أوين شميت على موقع مرجع كرة القدم المحترفة.كوم (الإنجليزية)